# Roptxa
Roptxa (en rus: Ропча) és un poble (un possiólok) de la República de Komi, a Rússia, segons el cens del 2010 tenia 198 habitants.